# Neuroleon (Neuroleon) infidus
Neuroleon (Neuroleon) infidus is een insect uit de familie van de mierenleeuwen (Myrmeleontidae), die tot de orde netvleugeligen (Neuroptera) behoort. 
Neuroleon (Neuroleon) infidus is voor het eerst wetenschappelijk beschreven door Walker in 1853.